# HIMARS

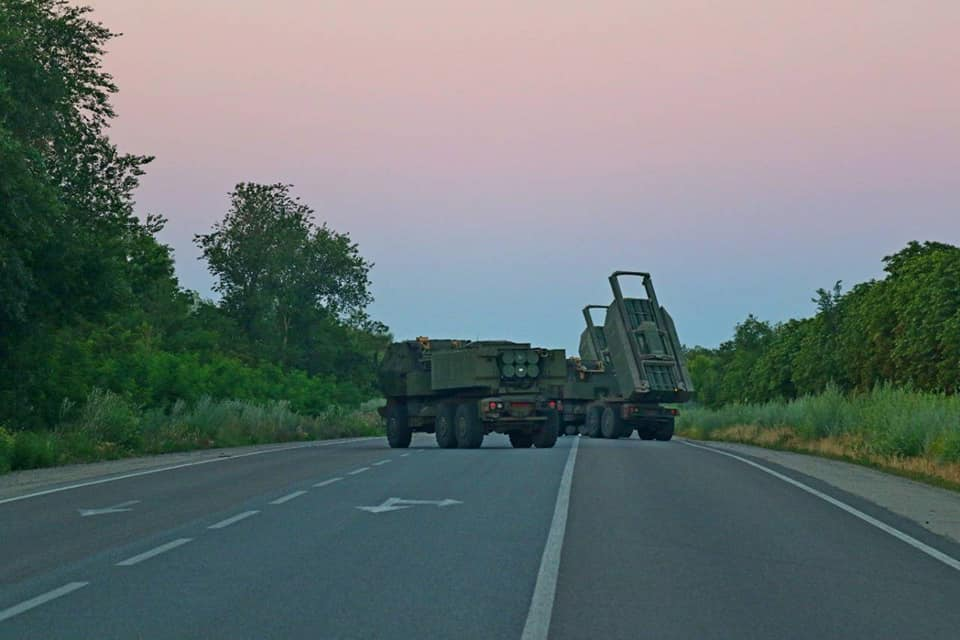
HIMARS rendszerek Ukrajna Zaporizzsjai területén 2022 júniusában

A HIMARS (angolul: High Mobility Artillery Rocket System, magyarul: „nagy mozgékonyságú rakétatüzérségi rendszer”) amerikai fejlesztésű, mozgékony, könnyű rakétatüzérségi eszköz, melyet az amerikai hadsereg részére fejlesztettek ki, bázisjárművei a gumikerekes MTV járműcsalád változatai. Feladatkörét tekintve hasonló az M270 MLRS-hez, annak könnyített, kisebb kapacitású változatának tekinthető.
A fegyverrendszer elsősorban egy hat indítótubusos konténert tartalmaz, melyben alkalmazható az M270 összes, 227 mm űrméretű rakétatípusa (annak fele javadalmazását képes a HIMARS hordozni). Indítási képessége egyes, kettes, négyes, vagy hatos sorozatban lehetséges. A járművön alkalmazható még az ATACMS rendszer egy indítótubusa is, valamint integrálási és indítási kísérleteket hajtottak végre az AMRAAM szárazföldi indítású változataival is.
A jármű szállítható C–130 Hercules szállítórepülőgépben, a járóképes alváz eredeti fejlesztője a BAE Systems Mobility & Protection Systems volt, a fegyverrendszert pedig a Lockheed Martin Missiles & Fire Control fejlesztette ki. A csapatpróbákat 1998-ban kezdték meg Fort Bragg-ben. 2002-ben a hadsereg a tengerészgyalogsággal együtt állított szolgálatba 40 darab egységet. Aktív telepítésük 2005-től kezdődik, első harctéri bevetésük 2007-ben történt a tengerészgyalogság részéről, Irakban. Harctéri tapasztalatok alapján a jármű védettségét megnövelték, az MTV járműcsalád modulrendszerű felépítményeiből.

## Üzemeltetők
Az amerikai hadseregen és tengerészgyalogságon kívül mindössze öt külföldi ország fogadta el.
Az Egyesült Államok 2022. május 31-én jelentette be, hogy HIMARS rendszereket szállít Ukrajnának az orosz agresszióval szembeni katonai támogatásként. Ennek keretében Ukrajna M142 típusú indítójárműveket és M31 GMLRS rakétákat kapott. 2022. június 1-jén érkezett meg Ukrajnába az első négy egység kiképzési célokra. Olekszij Reznyikov ukrán védelmi miniszter 2022. június 23-án jelentette be, hogy megérkeztek Ukrajnába az első HIMARS rendszerek. Másnap, június 24-én az Egyesült Államok további rendszerek ukrajnai szállításáról adott ki tájékoztatást. Az eszköz első ukrajnai harci alkalmazásáról június 24-én jelentek meg híradások, amikor két indítóberendezésből kétszer hat darab rakétát indítottak.
Egy HIMARS rakétaindító jármű beszerzési költsége mintegy 6,4 millió amerikai dollár, egy GMLRS rakéta ára pedig 177 ezer dollárra tehető. (Egy hatrakétás konténer  beszerzési költsége egymillió dollár körül van).
Az Ukrajnának átadott HIMARS indítók száma 2022 októberében már elérte a 20-at.
- Amerikai Egyesült Államok – 410
- Románia – 54
- Szingapúr – 24
- Ukrajna – 20[5]
- Egyesült Arab Emírségek – 12
- Jordánia – 12
- Észtország – 6 – A megrendelt hat rendszer 2025 áprilisában érkezett meg az Ämari légibázisra.[6] Az Észt Hadseregnél rendszeresített HIMARS rendszerrel 2025 júliusában hajtották végre az első éleslövészetet. A Saaremaa szigetének partjáról éles robbanófej nélkül indított rakétákkal a tengeren 15 km-es távolságban elhelyezett mindegyik célt eltalálták.[7]
- Lengyelország – A Lengyelország által rendelt 20 HIMARS rendszert a Lengyel Fegyveres Erők 16. pomerániai gépesített hadosztályanál állították rendszerbe.[8]

### Jövőbeni üzemeltetők
- Ausztrália – 20
- Kínai Köztársaság – 11
- Finnország

## Fordítás
- Ez a szócikk részben vagy egészben  a   HIMARS című angol Wikipédia-szócikk ezen változatának fordításán alapul.  Az eredeti cikk szerkesztőit annak laptörténete sorolja fel. Ez a jelzés csupán a megfogalmazás eredetét és a szerzői jogokat jelzi, nem szolgál a cikkben szereplő információk forrásmegjelöléseként.